# Set och setting
Set och setting är ett vanligt uttryck inom drogkulturen som på svenska ungefär betyder mentalt tillstånd och miljö. Uttrycket syftar på de omständigheter kring ett drogrus som kan påverka ruset. Uttrycket används främst kring psykedeliska droger då dessas effekt påverkas mycket av det mentala tillståndet och miljön de tas i.